# Lao-American College FC
El Lao American College FC fue un equipo de fútbol de Laos que alguna vez jugó en la Liga de Fútbol de Laos, la máxima categoría de fútbol en el país.

## Historia
Fue fundado en 1997 en la capital Vientián con el nombre LAC Tigers FC, y obtuvieron el ascenso a la Liga de Fútbol de Laos hasta la temporada 2003.
En su primera temporada en la máxima categoría cambiaron su nombre por el actual y terminaron subcampeones de liga, solo por detrás del MCTPC FC, quien terminó como el campeón de la temporada.
En la temporada 2007 obtuvieron su logro más importante, el cual fue ganar el título de la Liga de Fútbol de Laos, en el cual superaron por 7 puntos a su más cercano perseguidor (Vientiane FC).
El club se mantuvo en la máxima categoría hasta su desaparición al finalizar la temporada 2012.

## Palmarés
- Liga de Fútbol de Laos: 1

2007